# Wednesdays
Wednesdays è il diciassettesimo album in studio del cantautore statunitense Ryan Adams (il tredicesimo come solista), pubblicato nel 2020.

## Tracce
Testi e musiche di Ryan Adams.
1. I'm Sorry and I Love You – 3:35
2. Who Is Going to Love Me Now, if Not You – 3:31
3. When You Cross Over – 4:20
4. Walk in the Dark – 4:12
5. Poison & Pain – 3:09
6. Wednesdays – 5:25
7. Birmingham – 3:12
8. So, Anyways – 3:46
9. Mamma – 4:24
10. Lost in Time – 3:54
11. Dreaming You Backwards – 3:04